# Lion Vibrations
Lion Vibrations – grupa powstała w 1997 roku i przez pierwsze lata funkcjonowała pod szyldem Zgroza. Ten okres w historii zespołu udokumentowany został trzema albumami, natomiast płyta Dub 4U stała się łącznikiem między tradycją a nowym wizerunkiem, który przyjął nazwę Lion Vibrations. Eksperymenty z różnymi odmianami reggae doprowadziły do wytworzenia swoistego stylu mieszczącego się w brzmieniu roots i dub, ale otwarte głowy muzyków sprawiły, że w kompozycjach grupy słyszalne są również wpływy jazzu. Istotnym czynnikiem, który wpłynął na obecną formułę prezentowaną przez zespół było poszerzenie składu do pełnej sekcji dętej. W takim składzie zarejestrowane zostały kolejne płyty Lion Vibrations. Na krążek Over The Rainbow zaproszony został do współpracy wokalista Jerzy „Mercedes” Mercik (Śmierć Kliniczna, RAP, DiM), natomiast w sesji albumu Save Us… uczestniczył polski saksofonista jazzowy – Piotr Baron. Album trafił do rąk słuchaczy we wrześniu 2008 roku. Godnym podkreślenia jest także fakt, że Lion Vibrations uczestniczył w największych polskich festiwalach m.in. Winter Reggae, Afryka, Ostróda Reggae Festiwal, Regałowisko, Reggae Most, Reggaeland, a także grał zagranica, czyli w Niemczech, Czechach, na Słowacji. Ponadto miał okazję występować u boku takich artystów jak: Steel Pulse, Gentleman, The Skatalites, Dub Syndicate, Zion Train, Michael Black, Fred Locks, Twinkle Brothers, Sixth Revelation, Apache Indian, Mystic Revelation of Rastafari, Easy Star All-Stars, Hypnotix.

## Dyskografia
- Ku Wolności (demo)
- Lew (2001, jako Zgroza)
- Message 4U (2003, jako Zgroza)
- Dub 4U (2004, remixy „Message 4U”)
- Over The Rainbow (2005)
- So Much Better (2008)
- Save Us... (2008)